# Vehnemoor-West
Das Vehnemoor-West ist ein Naturschutzgebiet in der niedersächsischen Gemeinde Bösel und der Stadt Friesoythe im Landkreis Cloppenburg.
Das Naturschutzgebiet mit dem Kennzeichen NSG WE 207 ist rund 300 Hektar groß. Es steht seit dem 17. August 1991 unter Naturschutz. Zuständige untere Naturschutzbehörde ist der Landkreis Cloppenburg.
Das Naturschutzgebiet liegt in etwa zwischen Edewecht und Friesoythe. Es stellt einen Rest des ehemals ausgedehnten Vehnemoorkomplexes unter Schutz. Teile des Naturschutzgebietes werden von Birken-Moorwald eingenommen. Daneben sind Flächen mit Pfeifengras, Besenheide und Glockenheide zu finden. Im Norden schließt sich nach Osten eine noch weitgehend offene, ehemalige Torfabbaufläche an, die wiedervernässt wurde. Hier kann sich das Moor langsam regenerieren.
Insbesondere im Süden des Schutzgebietes befinden sich Flächen, die zu Grünland, teilweise auch zu Acker kultiviert wurden. Die Flächen sind teilweise durch Hecken gegliedert. An mehreren Stellen sind Moorwaldparzellen zu finden. Diese Flächen dienen insbesondere dem Wiesenvogelschutz sowie dem Schutz weiterer Arten und Lebensgemeinschaften des kultivierten Hochmoores.
Das Gebiet wird insbesondere im Süden durch Gräben zur Lahe und zum Lahe-Ableiter entwässert. Im Norden und Nordwesten grenzt es an die Ortschaft Edewechterdamm, ansonsten ist es überwiegend von landwirtschaftlichen Nutzflächen umgeben. Etwa 1,5 km nordwestlich liegt das Naturschutzgebiet „Ahrensdorfer Moor“, etwa 2 km östlich das Naturschutzgebiet „Vehnemoor“, etwas südwestlich verläuft die ebenfalls als Naturschutzgebiet ausgewiesene Lahe.
Zwischen dem nördlichen Bereich des Naturschutzgebietes und der östlich davon liegenden Ortschaft Vehnemoor werden rund 80 Hektar Grünland von der Niedersächsischen Landgesellschaft als Kompensationspool genutzt. Die Flächen kommen überwiegend dem Wiesenvogelschutz zugute.